# Sobreiro (Mafra)

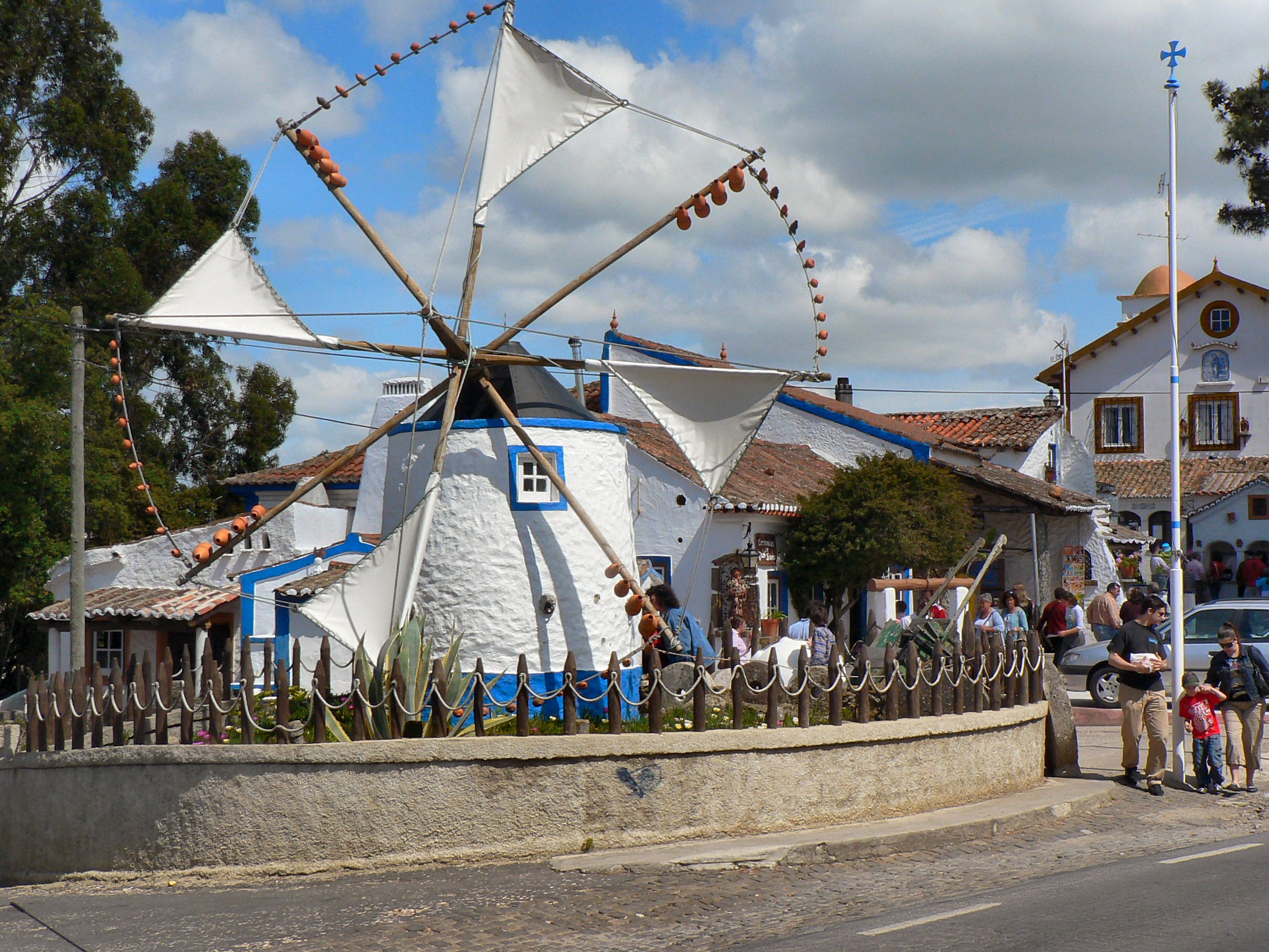
Moinho na Aldeia típica de José Franco

O Sobreiro é uma pequena aldeia do concelho de Mafra, situada entre Mafra e Ericeira, mais conhecida pelo célebre artista e comendador José Franco, artista do barro que com as suas mãos transformava a terra em arte e que aí criou uma pequena aldeia saloia em miniatura com bonecos mecanizados que representam as mais variadas profissões e o dia-a-dia das antigas aldeias saloias.
Nesta aldeia situa-se também a Casa do Poeta, onde se podem encontrar milhares de peças de olaria da autoria de António Batalha decoradas com poemas gravados.